# Vũ Hoàng
Vũ Hoàng (sinh ngày 23 tháng 4 năm 1956) là một nhạc sĩ người Việt Nam, chủ yếu viết các ca khúc thuộc dòng nhạc đỏ, nhạc trữ tình và nhạc trẻ với xu hướng viết nhiều về chủ đề thanh niên Việt Nam. Ông là tác giả của các nhạc phẩm "Khát vọng tuổi trẻ", "Hương thầm", "Mùa hè xanh", "Phượng hồng", "Bụi phấn". 

## Tiểu sử
Vũ Hoàng tên thật là Vũ Bảo Hoàng, sinh ngày 23 tháng 4 năm 1956 tại Biên Hòa. Năm 1976, ông thi đậu Cao đẳng Sư phạm thành phố Hồ Chí Minh, sau đó tốt nghiệp trường này, và theo học Đại học Âm nhạc, khoa Sáng tác–Lý luận–Chỉ huy tại Nhạc viện thành phố Hồ Chí Minh từ năm 1984 đến năm 1989. Năm 1982, Vũ Hoàng được kết nạp Hội Nhạc sĩ Việt Nam.
Vũ Hoàng từng công tác tại Đoàn Văn công Quận 4, sau đó chuyển qua giảng dạy tại Trường Cao đẳng sư phạm thành phố Hồ Chí Minh rồi làm biên tập mảng văn nghệ cho Báo Người Lao Động. Năm 2004, ông làm Tổng Biên tập Tạp chí Du lịch thành phố Hồ Chí Minh cho đến khi về hưu năm 2016.
Khi công tác cho báo Người Lao Động, Vũ Hoàng đã đề xuất tổ chức giải thưởng "Bình chọn Văn nghệ sĩ được yêu thích nhất trong năm" dành cho độc giả của báo năm 1991 và giải này đổi tên thành giải Mai Vàng vào năm 1995.

## Sự nghiệp sáng tác
Các nhạc phẩm của Vũ Hoàng phần lớn được sáng tác với chủ đề về thanh niên và tuổi trẻ, khi ông từng được giới thiệu về sinh hoạt tại Thành đoàn Thành phố Hồ Chí Minh năm 1997 và tích cực tham gia các phong trào thanh niên trên địa bàn. Ông được coi là nhạc sĩ trưởng thành từ phong trào thanh niên, sinh viên, học sinh sau năm 1975.
Năm 1978, Vũ Hoàng sáng tác nhạc phẩm đầu tay "Gửi lại em", khi tiễn đoàn thanh niên tình nguyện Việt Nam tham gia Chiến tranh biên giới Việt Nam – Campuchia, và đoạt giải B cuộc thi sáng tác của Thành đoàn Thành phố Hồ Chí Minh. Năm 1982, khi Chính phủ Việt Nam quyết định công nhận ngày 20 tháng 11 làm Ngày Nhà giáo Việt Nam, Vũ Hoàng cùng Lê Văn Lộc đã sáng tác ca khúc "Bụi phấn" và được ra mắt ngày 20 tháng 11 năm 1982 với tiếng hát của hai nghìn sinh viên Cao đẳng sư phạm Thành phố Hồ Chí Minh. Năm 1996, Vũ Hoàng sáng tác ca khúc "Khát vọng tuổi trẻ", lấy cảm hứng sau khi đọc qua bài viết "Trích lời phát biểu của Bác tại buổi khai mạc Trường Đại học Nhân dân Việt Nam" của Hồ Chí Minh viết năm 1955, với các ý trong bài hát dựa trên ý mà Hồ Chí Minh đã nói trong bài viết. Năm 1998, hưởng ứng chiến dịch "Mùa hè xanh" do Đoàn Thanh niên Cộng sản Hồ Chí Minh phát động, Vũ Hoàng đã sáng tác nhạc phẩm lấy tên "Mùa hè xanh".
Ông còn có một số nhạc phẩm phổ thơ nổi tiếng như "Phượng hồng" phổ thơ của Đỗ Trung Quân hay "Hương thầm" phổ thơ của Phan Thị Thanh Nhàn. Vũ Hoàng cũng là tác giả ca khúc "Mai Vàng", ca khúc truyền thống của Giải Mai Vàng. Năm 2015, ông cho xuất bản tập sách nhạc gồm 216 ca khúc mà ông đã viết cho thiếu nhi, thanh thiếu niên.

## Khen thưởng
- Huân chương "Vì thế hệ trẻ"[12]
- Huy chương “Vì sự nghiệp Văn hóa Quần chúng” (1995)[2]
- Huy chương “Vì sự nghiệp âm nhạc Việt Nam” (2004)[2]
- Giải thưởng Văn học nghệ thuật Thành phố Hồ Chí Minh giai đoạn 2000–2003 với ca khúc "Mùa hè xanh"[15]